# 龍ちゃん・松ちゃんぶらり探訪東海道
『龍ちゃん・松ちゃんのぶらり探訪・東海道』（りゅうちゃんまっちゃんのぶらりたんぼう とうかいどう）は時代劇専門チャンネルで2011年9月11日から2012年10月6日まで放送されていた旅番組である。全54回。

## 概要
時代劇の主な舞台となった東海道、東京日本橋から京都三条大橋までを旅するオリジナル番組。旅人には時代劇に出演機会が多い原田、大河ドラママニア、歴史好きで知られる松村邦洋が選ばれた。
東海道の各宿場町に立ち寄り名所、旧跡、名産物の店、工場、戦場地を巡る他に歌川広重の東海道五十三次で歌川が浮世絵を描いたと思われる当地を探しだし写真を撮る。（所謂巡礼 (通俗)のような写真撮影）江戸時代の大日本道中行程細見記(旅行ガイドブック)の現代版を作ろうと、各宿場町の名物を決めて書き込んでいく。
2013年7月から新作が追加され、再放送が始まった。

## 出演者
- 松村邦洋
- 原田龍二
- ナレーター：江戸家まねき猫

ゲスト
- 栗塚旭（#54）

## 放送時間
- 毎週土曜日午後12：00－12：30（6月までは11：00-11：30）
- 毎週日曜日午前25：00-25：30

## テーマ音楽
- 「歩いて」 見田村千晴

## スタッフ
- 技術：フロムアール
- 衣装：東京衣装
- タイトル：TWOPLATOON
- 編集：麻布プラザ
- MA：東京VPR
- 音効：サウンドエッグノッグ
- 編成：樋渡典英
- 制作協力：Rolling
- AD：西尾智仁
- AP：柳岡克則
- ディレクター：小峰潔貴（THE WORKS）
- プロデューサー：河田隆司、武田幹治
- 制作統括：関本広文
- 制作著作：日本映画衛星放送